# Incendio de Parque Central
El Incendio de Parque Central fue un incendio ocurrido el 17 de octubre de 2004 que destruyó casi un tercio de la Torre Este del Complejo Urbanístico Parque Central en Caracas, Venezuela. Al menos 10 pisos quedaron completamente destruidos por el incendio, aunque debido a su fuerte estructura el edificio pudo soportar más de 15 horas de incendio sin que colapsara. Durante el incendio se destruyó la planoteca de la torre, un archivo donde estaba toda la historia en planos de edificios públicos del país desde hace dos siglos, incluyendo sistemas de acueductos y cloacas.

## Incendio

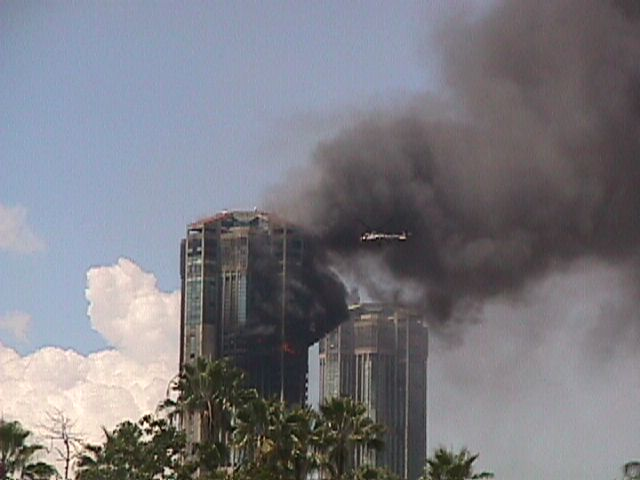
Incendio en la torre sur del Complejo Parque Central.

El incendio comenzó a las 12:05 a. m. en el piso 34 el 17 de octubre de 2004, y para las 8:00 a. m. el incendio llegó al piso 38. El incendio traspasó hasta una macro losa del refugio contra incendios del piso 39 y siguió sin control hasta el piso 56PH. Después del mediodía el incendio siguió sin control hasta dicho piso. 
Esto ocurrió debido a que los rociadores contra incendio estaban dañados y los sistemas de mantenimiento estaban descuidados. En esos pisos se ubicaban importantes oficinas gubernamentales como las oficinas del gobierno nacional, la del Ministerio del Interior y Justicia, la del Ministerio de Infraestructura y la de ONIDEX (actualmente SAIME), entre otras.[cita requerida]

## Incendios subsecuentes
Ocho años más tarde, el 6 de diciembre de 2012, se registró un conato de incendio en la Torre Oeste, originando en el piso 15, donde se encontraba ubicado un refugio de damnificados. Entre los afectados que sufrieron por inhalación de humo, se encontraron 4 niños y 8 mujeres. Los damnificados debieron ser mudados a los pisos 11 y catorce del mismo edificio. El año siguiente, el 12 de noviembre de 2013, se produjo otro incendio menor en la Torre Oeste. El incendio se originó en el piso 16 de la torre, del cual 420 personas fueron evacuadas y se rescataron 15; no hubo víctimas mortales. El incendio fue inmediatamente controlado de manera que no afectó los pisos superiores de la torre. Funcionarios bomberiles presumieron que el incendio se originó en un ducto de basura.[cita requerida]

## Restauración
Dentro del plan de recuperación de la Torre Este, se instaló a finales del año 2012 una antena. Este elemento, estará iluminado con los colores patrios: amarillo, azul y rojo convirtiéndose en un nuevo hito de la ciudad de Caracas. La antena tiene una altura de 30 metros, elemento que aumenta la cota de la torre hasta 255 metros. Sin embargo, la antena al no formar parte de la estructura principal de la torre no se toma en cuenta para redefinir su altura, por lo que la edificación quedaría con su medida original de 225 metros. Tras ocho años de reconstrucción, hasta 2013, no se pudo entregar la obra finalizada totalmente.
A pesar de no lograr ser finalizada este año, se pudo hacer funcionamiento de oficinas en las mezzaninas pertenecientes al Ministerio Público, al SAIME, gobierno del Distrito Capital y Ministerio de la Mujer, así como en niveles superiores, aunque más allá del piso 27 los ascensores reseñan “fuera de servicio”. En 2014 la Corporación del Distrito Capital (Corpocapital), determinó que se habilitarían otros 48 pisos de la torre y de cinco plantas que ubican un centro turístico de referencia en la capital. El complejo cuenta con una sala de convenciones, restaurantes y una plataforma de observación que se encuentra en el piso 53. Actualmente la estructura está operativa, aunque continúa su restauración, y existe presencia de abandono en el interior de las torres.